# Charles Carrère
Pour les articles homonymes, voir Carrère.
Charles Carrère, né le 9 décembre 1928 à Saint-Louis du Sénégal et mort le 17 janvier 2020 à Lannion (Côtes d'Armor), est une personnalité franco-sénégalaise de la littérature francophone d’Afrique.

## Biographie
Charles Carrère collabore à plusieurs revues littéraires et figure dans de nombreuses anthologies. Il témoigne dans ses œuvres, tantôt intimistes, tantôt engagées, de sa profonde fidélité au mouvement de la négritude, la grande révolution culturelle lancée après la guerre par Léopold Sédar Senghor.  
Il est vice-président de la Maison Internationale de Poésie de Bruxelles dont Arthur Haulot était le président.
Charles Carrère est le parrain du Festival international de poésie de Saint-Louis du Sénégal, organisé du 3 au 5 décembre 2015 par le Cercle des écrivains et poètes de Saint-Louis (CEPS). Le concours de poésie qui a été organisé à cette occasion, a connu une participation des élèves des lycées et collèges, le prix est dénommé « Prix Charles Carrère ». Un concours de diction réservé aux élèves des écoles élémentaires a connu le même engouement. Le président du Cercle des écrivains et poètes de Saint-Louis (CEPS),  Alioune Badara Coulibaly a rendu un vibrant hommage à Charles Carrère, à l'Institut français de Saint-Louis, à la cérémonie d'ouverture du Festival de Poésie qui en était à sa septième édition.
Il est membre du comité d'honneur de la Maison internationale des poètes et des écrivains de Saint-Malo. 
Il vivait à Lannion depuis de nombreuses années.

## Œuvres
- Océanes, Nouvelles Éditions Africaines, 1979
- Lettres de Gorée, Éd. Silex-ACTT, 1982
- Mémoires de la pluie, Éd. Euro-Editor, 1983
- Insula, Éd. Euro-Editor, 1988
- Noël pour Malaïka, Éd. Simoncini, 1988
- D’écume et de granit, Institut Euro-Africain, 1988
- Nouvelle anthologie de la poésie nègre et malgache, avec Amadou Lamine Sall, Éd. Simoncini, 1990
- Mémoires d’un Balayeur suivi de Contes et Nouvelles, Éd. L'Harmattan, 1996
- Hivernage, Éd. l'Harmattan, 1999

## Prix littéraires et distinctions
- 1987 : premier prix de poésie mystique décerné par la Fondation Fernando Riello de Madrid
- 2001 : prix Léon Dierx attribué par la Société des Poètes français
- Grand prix de poésie Lucian Blaga de Roumanie
- Il est officier dans l’ordre des Arts et des Lettres.
- 2011 : grand prix de poésie Léopold Sédar Senghor délivré par la Maison International de Poésie de Dakar

## Pour approfondir